# Mravenečník (Krkonoše)
Mravenečník je vrchol v České republice ležící ve východních Krkonoších. Severovýchodní svah se nachází na území Polska.

## Poloha
Mravenečník je druhou nejvýchodnější tisícovkou Krkonoš, přičemž jižněji položený Dvorský les v tomto směru vítězí jen o velmi málo. Nachází se jihovýchodně od Dolních Albeřic asi 3,5 km západně od města Žacléře, asi 12 km severně od Trutnova a asi 6,5 km severovýchodně od Janských Lázní. Mravenečník je na jihu oddělen mělkým sedlem Rýchorský kříž v nadmořské výšce 956 metrů od hřebenu Rýchor. Dále z něj vybíhají dvě rozsochy. Východním a posléze jihovýchodním směrem k městu Žacléři je to Žacléřský hřbet a severním směrem Čepel. Na ostatních stranách se nachází prudce spadající svah. Vrcholové partie hory a svahy nacházející se na území České republiky leží na území Krkonošského národního parku.

## Vodstvo
V nevelké vzdálenosti severně od vrcholu prochází přes Mravenečník hlavní evropské rozvodí Severního a Baltského moře. K hoře přichází od východu po Žacléřském hřebenu, lomí se zde k severu a odchází po hřebenu Čepele. Severovýchodní svah patřící k Baltskému úmoří odvodňují levé přítoky Bóbru, jihovýchodní a západní svah patřící k Severním úmoří odvodňují potoky vlévající se do přítoků Úpy.

## Vegetace
Vrcholové partie Mravenečníku jsou souvisle porostlé lesem. V prostoru Rýchorského kříže a v nižších svahových partiích se nacházejí louky.

## Státní hranice
Nedaleko od vrcholu Mravenečníku prochází státní hranice mezi Českou republikou a Polskem. Přichází od severu po hřebenu Čepele a asi 1 kilometr severně se v místě zvaném Roh hranic lomí k východu a pokračuje po severním svahu Žacléřského hřebenu ke Královeckému sedlu.

## Komunikace a turistické trasy
Lesním masívem ve vrcholových partiích Mravenečníku procházejí pouze lesní cesty. V těsné blízkosti vrcholu prochází od severu k jihu červeně značená Cesta bratří Čapků z Krkonoš do Trutnova. Souběžně s ní od severu přichází od Pomezních bud i polská zeleně značená trasa, která se v místě zvaném Roh hranic stáčí k východu a po polském území klesá do Královeckého sedla. Z Rohu hranic pak východním směrem vychází modře značená trasa 1824 a z Rýchorského kříže zeleně značená trasa 4212 – obě směr Žacléř.